# The Ladder
The Ladder è il 18° album del gruppo progressive inglese Yes, pubblicato nel 1999.

## Storia
Dopo la collaborazione con Billy Sherwood per il progetto precedente, gli Yes decisero di affidarsi a un produttore esterno al gruppo, Bruce Fairbairn, con l'intento esplicito di sottoporre la loro musica al giudizio di orecchie imparziali. Quando la band raggiunse Vancouver in Canada per iniziare le registrazioni, Igor Khoroshev era diventato da poco il tastierista ufficiale, con Sherwood, ancora presente, relegato al ruolo di seconda chitarra in appoggio a Steve Howe.
Le sessioni di registrazione furono un successo e tutti si dichiararono molto soddisfatti dei risultati ma si conclusero tragicamente con la morte inaspettata e prematura di Fairbairn nel maggio 1999. L'album fu dedicato a Fairbairn.
Mentre realizzavano l'album, gli Yes vendettero i diritti ai Sierra Studios per usare il brano d'apertura Homeworld (The Ladder) come colonna sonora del videogioco di strategia in tempo reale Homeworld.

## Accoglienza
Salutato come ritorno dei "veri Yes", The Ladder fu molto ben accolto dalla critica e dai fan di lunga data. Commercialmente andò meglio di Open Your Eyes, collocandosi alla posizione #36 nel Regno Unito e #99 negli Stati Uniti.

## Brani
Can I? è una sorta di reprise in chiave etnica, oltre 20 anni dopo, del brano We Have Heaven di Fragile. If Only You Knew è una ballata dedicata da Jon Anderson alla moglie Jane; ancora Anderson dedica The Messenger a uno dei suoi musicisti preferiti, Bob Marley, e Nine Voices al suo amico nativo americano di lunga data, Longwalker. Come in diversi album degli Yes degli anni ottanta e novanta, anche su The Ladder gli Yes proposero un brano di musica latinoamericana contaminata in senso progressive, Lightning Strikes. New Languages, infine, è la composizione in cui si avverte maggiormente il tentativo di tornare alle sonorità classiche degli Yes, in particolare per quanto concerne l'uso delle tastiere, che richiamano brani classici come Heart of the Sunrise.

## Tracce
Tutti i brani sono firmati da Jon Anderson, Steve Howe, Billy Sherwood, Chris Squire, Alan White e Igor Khoroshev; i testi sono di Jon Anderson.
1. Homeworld (The Ladder) - 9:32
2. It Will Be a Good Day (The River) - 4:54
3. Lightning Strikes - 4:35
4. Can I? - 1:32
5. Face To Face - 5:02
6. If only you knew - 5:43
7. To Be Alive (Hep Yadda) - 5:07
8. Finally - 6:02
9. The Messenger - 5:13
10. New Language - 9:19
11. Nine Voices (Longwalker) - 3:21

## Formazione
- Jon Anderson - voce
- Chris Squire - basso, seconde voci
- Steve Howe - chitarre, seconde voci
- Alan White - batteria
- Billy Sherwood - chitarre
- Igor Khoroshev - tastiere